# Multimediacard

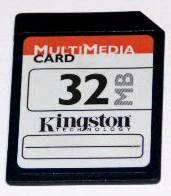
Ett MultiMediaCard med 32 MB

Multimediacard, av företaget skrivet MultiMediaCard, (MMC) är en typ av flashminnesbaserade minneskort.
En variant av Multimediacard är det inbäddade eMMC-kortet (Embedded Multimedia Card) som fyller samma funktion som en hårddisk eller ett SSD-minne i smartmobiler, surfplattor och billiga bärbara datorer. 
Prestandamässigt ligger eMMC på ungefär samma nivå som de billigaste SSD-enheterna. Jämfört med en mekanisk hårddisk är eMMC betydligt snabbare och jämfört med dessa och många SSD-minnen mindre skrymmande. Största nackdelen är att det fastlödda chippet ej går att byta ut eller uppgradera. Lagringsutrymmet är i regel även det mindre jämfört med en mekanisk hårddisk eller SSD.

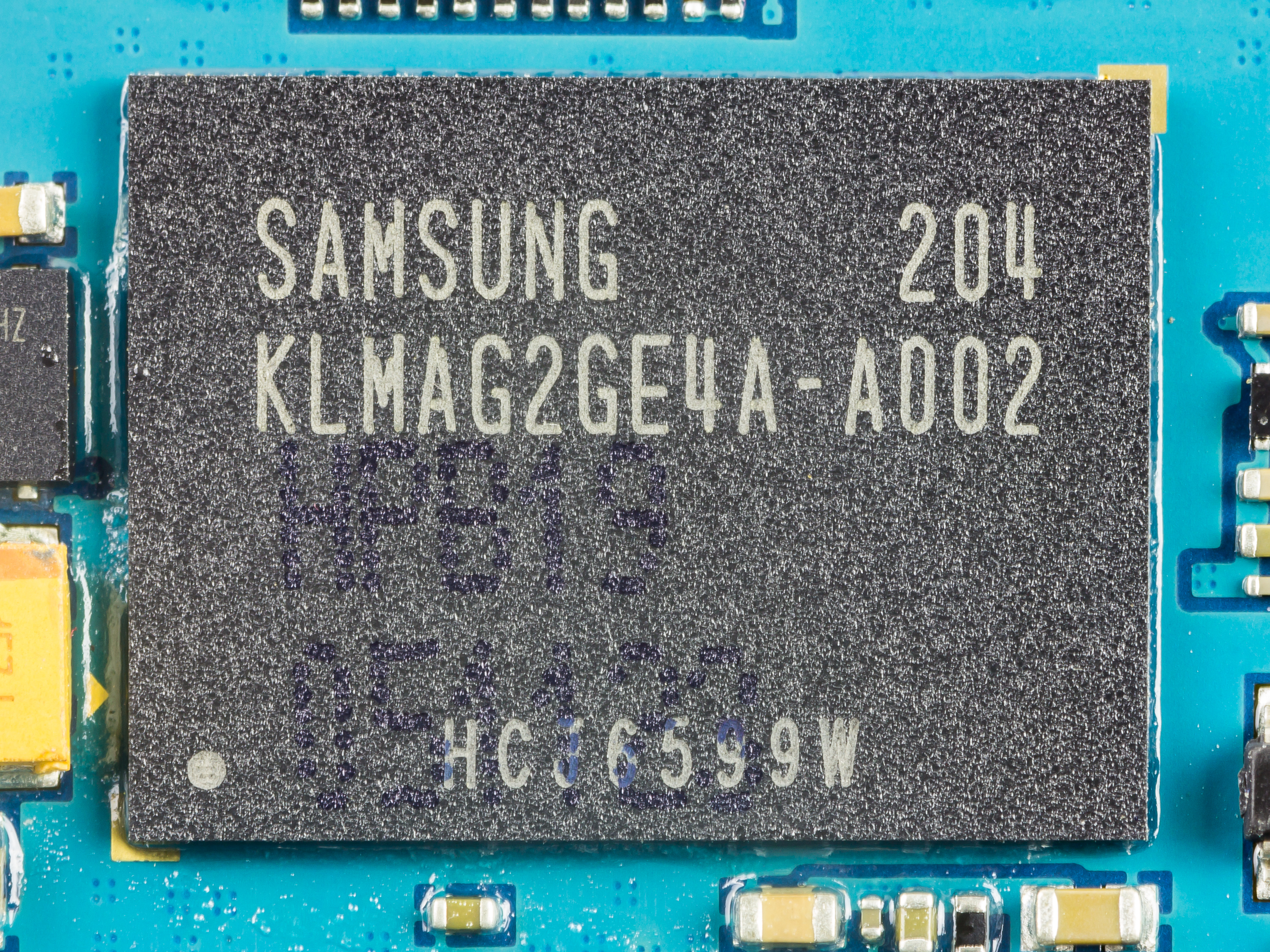
eMMC-chip i en Samsung Galaxy Tab-surfplatta.